# Bernard Ato V Trencavel
Bernard Ato V Trencavel (? - 1159) was graaf van Nîmes van 1129 tot aan zijn dood. In 1150 erfde hij van zijn broer Roger het burggraafschap Agde. Hij regeerde beide graafschappen tot aan zijn dood. Na zijn dood werd hij opgevolgd door zijn zoon Bernard Ato VI, die was geboren uit zijn huwelijk met Wilhelmina van Montpellier, dochter van Willem VI van Montpellier.